# ViViD (May'nの曲)
「ViViD」（ヴィヴィッド）は、May'nの楽曲。彼女の8枚目のシングルとして2013年7月24日にFlyingDogから発売された。楽曲は藤林聖子が作詞、秋田博之が作曲を手掛けた。

## 概要
May'nのシングルとしては前作「Run Real Run」から約2か月半ぶりのリリースとなる。
本曲は、テレビアニメ『ブラッドラッド』のオープニングテーマに使用された。スタズの想いが反映されたカラフルで「元気になれる」ライブ感を意識した曲で、曲中には原作のコメディ的要素も取り入れているという。なおサビにはちょっとした言葉遊びが盛り込まれている。レコーディングではサビ以外が独立しているため通しで歌うのに苦労したが、ビビッドのカラーとMay'n自身の力強さを加えたところ無事乗り切れたという。
シングルはDVD付限定盤 (VTZL-66) と通常盤 (VTCL-35155) の2種リリースで、DVD付限定盤には本曲のPVが収録されている。
シングルの2曲目「ワイルドローズ」は、映画『生贄のジレンマ』の主題歌に使用された。同映画の「自分と愛する人のどちらかが犠牲になる」という葛藤を歌詞に込めたロックバラードで、後半では攻撃的なフレーズも登場している。
本シングルの発売日に、コナミデジタルエンタテインメントの音楽ゲーム『jubeat』と『GITADORA』に「ViViD」が収録された。配信記念としてMay'nのメッセージと各ゲームのプレイの様子を収めた動画が公開された。

## シングル収録曲
| #         | タイトル                           | 作詞      | 作曲      | 編曲      | 編曲      | 時間  |
| --------- | ---------------------------------- | --------- | --------- | --------- | --------- | ----- |
| 1.        | 「ViViD」                          | 藤林聖子  | 秋田博之  |           | CHOKKAKU  | 4:23  |
| 2.        | 「ワイルドローズ」                 | 真名杏樹  | 田中秀典  |           | 横山裕章  | 4:26  |
| 3.        | 「ViViD (without May'n)」          |           |           |           |           | 4:23  |
| 4.        | 「ワイルドローズ (without May'n)」 |           |           |           |           | 4:26  |
| 合計時間: | 合計時間:                          | 合計時間: | 合計時間: | 合計時間: | 合計時間: | 17:39 |

| #  | タイトル               | 作詞 | 作曲・編曲 |
| -- | ---------------------- | ---- | ---------- |
| 1. | 「ViViD」(MUSIC VIDEO) |      |            |